# Dan Ndoye
Dan Assane Ndoye (ur. 25 października 2000 w Nyonie) – szwajcarski piłkarz senegalskiego pochodzenia, występujący na pozycji napastnika, reprezentant Szwajcarii. Wychowanek Lausanne-Sport.